# St. Clair (Minnesota)
St. Clair è una città degli Stati Uniti d'America, situata in Minnesota, nella contea di Blue Earth.